# Cnesterodon hypselurus
Cnesterodon hypselurus är en fiskart som beskrevs av Paulo Henrique Franco Lucinda och Julio C. Garavello 2001. Cnesterodon hypselurus ingår i släktet Cnesterodon och familjen Poeciliidae. Inga underarter finns listade i Catalogue of Life.